# アウト・デ・フェ

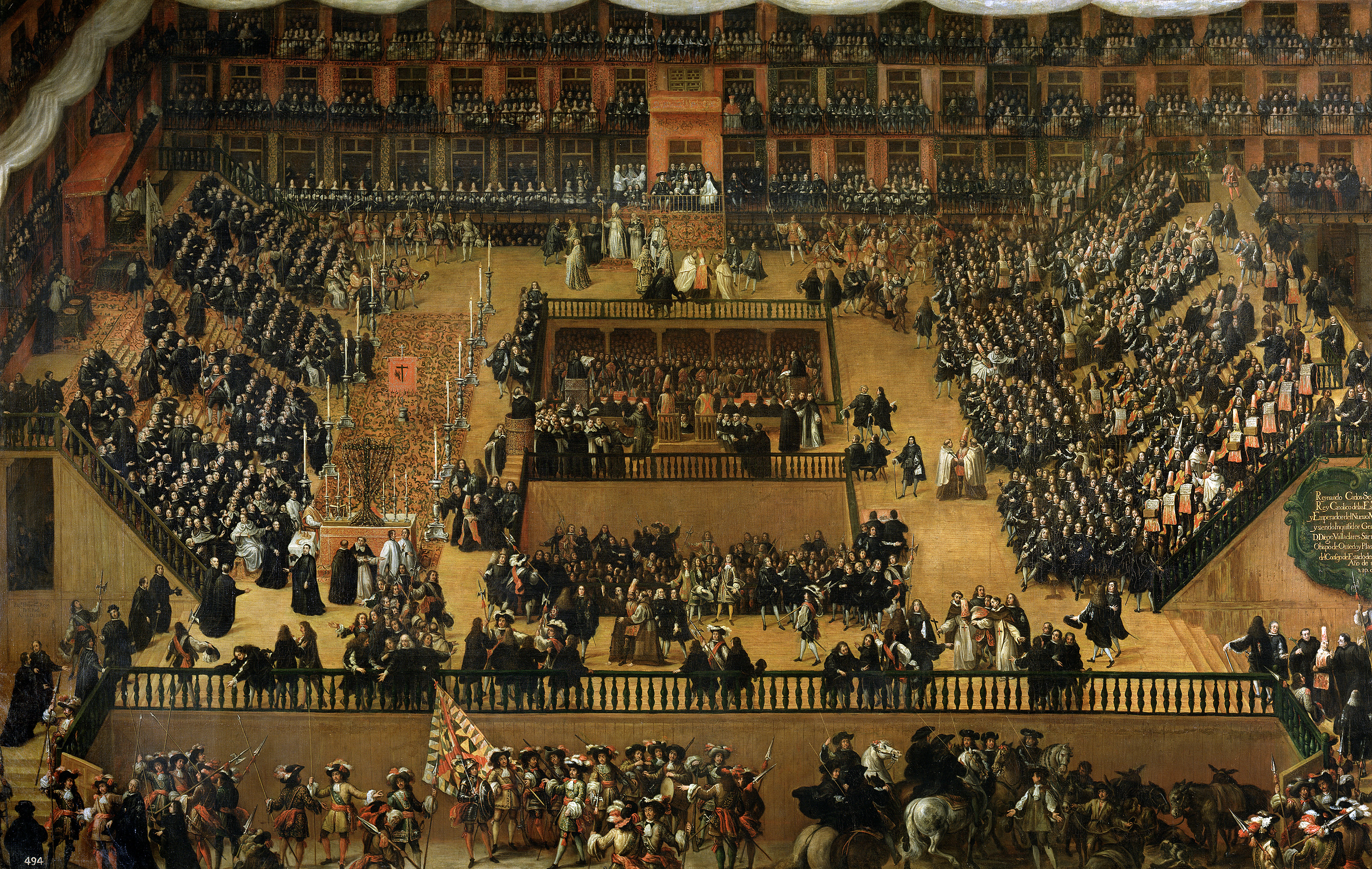
マドリードのマヨール広場で行われたアウト・デ・フェの様子、フランシスコ・リッチ画

異端判決宣告式（いたんはんけつせんこくしき）またはアウト・デ・フェ（auto de fe）は、スペイン異端審問所やポルトガル異端審問所が裁判後に被告の罰を決定したとき行う、有罪を宣告された異教徒と背教者の懺悔の儀式である。中世スペイン語やポルトガル語でのアウト・デ・フェは「信仰の成せるわざ」を意味する。ポルトガル語ではアウト・ダ・フェ（auto da fé）とも呼ばれる。
庶民の想像においては、アウト・ダ・フェは異教徒の火刑を言うようになった。

## 歴史
アウト・デ・フェは、カトリックのミサの儀式に含まれていた。祈り、有罪とされた人々の公の行進、そして有罪宣告の読み上げである。儀式は公共の広場か遊歩道で数時間かけ行われた。祭りのような雰囲気の中で、教会と市当局が出席した。アウト・デ・フェの芸術的表現はいつも、火刑や拷問の様子を描いている。
しかし、アウト・デ・フェは宗教儀式であったので、拷問も火刑も行われなかった。裁判結審後に拷問は行われなかった。処刑は常にアウト・デ・フェの後、または別に行われていた。
初めて記録されたアウト・デ・フェは、ルイ9世時代の1242年にパリで行われたものである。初めてスペインで行われたアウト・デ・フェは、1481年のセビーリャであった。この初の宗教儀式に参加した6人の男女は、後で処刑された。
アウト・デ・フェは結局、観客を前にして最大の結果を引き起こす、精密に計算された場面がセットされた、バロック期の見せ物となった。1559年5月21日から10月8日まで、バリャドリッドのプラサ・マヨールで開かれたアウト・デ・フェは、その厳粛さゆえに非常に有名になった。しばしばアウト・デ・フェは絵画の題材となり、プラド美術館に収められているフランシスコ・リッチの作品は、1680年6月30日、マドリードのマヨール広場で行われたアウト・デ・フェを描いている。
1536年に確立された異端審問所はポルトガルで限られた権力を行使し、1821年まで公式に続いた。アウト・デ・フェの影響は、ポンバル侯政権下の18世紀終わりまでには非常に弱められた。ヴォルテールは1759年に発表した『カンディード』の第6章で、リスボン大地震後に行われた異端審問とアウト・デ・フェを描いている。
アウト・デ・フェは、メキシコ、ペルー、ブラジルでも行われた。同時代のコンキスタドーレスの歴史家たち、ベルナル・ディアス・デル・カスティリョのような者たちが記録を残している。アウト・デ・フェは、1562年から1563年にポルトガル領インドで異端審問所が設立されたのに続いて、ゴアでも行われた。
スペイン最後のアウト・デ・フェは、1826年に行われた。その際の被告人はルサファの教師カイエターノ・リポルで、彼は理神論を唱えたがため逮捕された。バレンシアで行われたアウト・デ・フェの後、絞首刑にされた。彼の亡骸は樽に詰められ、異端審問所の火葬場で焼かれた。

## 参照
- Arouet, Francois-Marie (Voltaire) (1758). Candide
- Kamen, Henry. (1997) The Spanish Inquisition : A Historical Revision. London: Weidenfeld & Nicolson.
- Lea, Henry Charles (1906–1907). A History of the Inquisition of Spain (4 volumes). New York and London.
- Nabokov, Vladimir.  (1989)  Pale Fire. First Vintage International Edition.  Random House.  New York.
- Peters, Edward. (1988)  Inquisition.  New York: The Free Press.
- Stavans, Ilan. (2005) The Schocken Book of Modern Sephardic Literature. Random House, Inc. New York
- Steinbeck, John. (1932) "The Pastures of Heaven". Penguin.
- Whitechapel, Simon (2003). Flesh Inferno: Atrocities of Torquemada and the Spanish Inquisition. Creation Books. ISBN 1-84068-105-5